# Copa J. League 2009
La Copa J. League 2009, también conocida como Copa Yamazaki Nabisco 2009 por motivos de patrocinio, fue la 34.ª edición de la Copa de la Liga de Japón y la 17.ª edición bajo el actual formato.
El campeón fue F.C. Tokyo, tras vencer en la final a Kawasaki Frontale. Por lo mismo, disputó la Copa Suruga Bank 2010 ante Liga de Quito de Ecuador, campeón de la Copa Sudamericana 2009.

## Formato de competición
La reglamentación básica del torneo varió con respecto al año anterior debido al cambio de formato de la Liga de Campeones de la AFC. Para la edición 2009, este torneo aumentó la cantidad de participantes y, en consecuencia, los de Japón, que pasaron de ser dos equipos a cuatro en total. De esta manera, en la Copa J. League ya no habrían 16 equipos compitiendo en la fase de grupos, sino 14.
- Formaron parte del torneo los 18 equipos que participaron de la J. League Division 1 2009.
  - Kashima Antlers, Kawasaki Frontale, Nagoya Grampus y Gamba Osaka, clasificados para la Liga de Campeones de la AFC 2009, estuvieron exentos de participar en la fase de grupos e ingresaron directamente a cuartos de final.
- Fase de grupos: se fijó el 25 de marzo para el inicio de la participación de los restantes 14 equipos, que fueron divididos en dos grupos de siete clubes cada uno.
  - Cada zona se desarrolló de la siguiente manera: un equipo jugó contra los otros de su mismo grupo una sola vez, de forma tal que completó seis partidos jugados; de estos encuentros, tres son disputados en condición de local y tres de visitante. En cada fecha se disputaron tres partidos, pero como la cantidad de cuadros por zona es impar, en todas las fechas un club tenía que quedar libre. Así, la cantidad de jornadas totales fueron siete.
  - Para determinar el orden de clasificación de los equipos se utilizó el siguiente criterio:

1. Puntos obtenidos.
2. Diferencia de goles.
3. Goles a favor.
4. Resultado entre los equipos en cuestión.
5. Cantidad de faltas cometidas.
6. Sorteo.
Los dos mejores de cada grupo a la fase final.
- Fase final: se llevó a cabo entre los cuatro clubes provenientes de la primera fase junto con Kashima Antlers, Kawasaki Frontale, Nagoya Grampus y Gamba Osaka.
  - En cuartos de final y semifinales se enfrentaron en serie de dos partidos, a ida y vuelta. En caso de igualdad en el total de goles, se aplicaría la regla del gol de visitante y si aún persistía el empate se realizaría una prórroga, en donde ya no tendrían valor los goles fuera de casa. De continuar la igualdad en el marcador global, se realizaría una tanda de penales.
  - La final se jugó a un solo partido. En caso de empate en los 90 minutos se haría una prórroga; si aún persistía la igualdad se ejecutaría una tanda de penales.

## Calendario
| Etapa          | Ronda            | Ida                     | Vuelta                  | Observaciones                                                                             |
| -------------- | ---------------- | ----------------------- | ----------------------- | ----------------------------------------------------------------------------------------- |
| Fase de grupos | Fecha 1          | 25 de marzo de 2009     | 25 de marzo de 2009     | Libres: Oita Trinita (Grupo A) y Shimizu S-Pulse (Grupo B)                                |
| Fase de grupos | Fecha 2          | 29 de marzo de 2009     | 29 de marzo de 2009     | Libres: Sanfrecce Hiroshima (Grupo A) y Montedio Yamagata (Grupo B)                       |
| Fase de grupos | Fecha 3          | 20 de mayo de 2009      | 20 de mayo de 2009      | Libres: Albirex Niigata (Grupo A) y Kashiwa Reysol (Grupo B)                              |
| Fase de grupos | Fecha 4          | 30 de mayo de 2009      | 30 de mayo de 2009      | Libres: Júbilo Iwata (Grupo A) y Vissel Kobe (Grupo B)                                    |
| Fase de grupos | Fecha 5          | 3 de junio de 2009      | 3 de junio de 2009      | Libres: Omiya Ardija (Grupo A) y Kyoto Sanga (Grupo B)                                    |
| Fase de grupos | Fecha 6          | 7 de junio de 2009      | 7 de junio de 2009      | Libres: Urawa Red Diamonds (Grupo A) y F.C. Tokyo (Grupo B)                               |
| Fase de grupos | Fecha 7          | 13 de junio de 2009     | 13 de junio de 2009     | Libres: Yokohama F. Marinos (Grupo A) y JEF United Chiba (Grupo B)                        |
| Fase final     | Cuartos de final | 15 de julio de 2009     | 29 de julio de 2009     | Inicio de participación de los equipos clasificados a la Liga de Campeones de la AFC 2009 |
| Fase final     | Semifinales      | 2 de septiembre de 2009 | 6 de septiembre de 2009 | Participación de los ganadores de los cuartos de final                                    |
| Fase final     | Final            | 3 de noviembre de 2009  | 3 de noviembre de 2009  | Participación de los ganadores de las semifinales                                         |

## Fase de grupos

### Grupo A
| Equipo              | Pts | PJ | PG | PE | PP | GF | GC | DG  |
| ------------------- | --- | -- | -- | -- | -- | -- | -- | --- |
| Urawa Red Diamonds  | 13  | 6  | 4  | 1  | 1  | 11 | 4  | +7  |
| Yokohama F. Marinos | 11  | 6  | 3  | 2  | 1  | 12 | 6  | +6  |
| Sanfrecce Hiroshima | 10  | 6  | 3  | 1  | 2  | 17 | 8  | +9  |
| Oita Trinita        | 8   | 6  | 1  | 5  | 0  | 10 | 9  | +1  |
| Omiya Ardija        | 7   | 6  | 2  | 1  | 3  | 6  | 17 | -11 |
| Júbilo Iwata        | 6   | 6  | 1  | 3  | 2  | 4  | 5  | -1  |
| Albirex Niigata     | 1   | 6  | 0  | 1  | 5  | 3  | 14 | -11 |

| \| Fecha \| Lugar \| Local \| Resultado \| Visitante \| \| ----------- \| --------- \| ------------------- \| --------- \| ------------------- \| \| 25 de marzo \| Saitama \| Omiya Ardija \| 2:1 \| Albirex Niigata \| \| 25 de marzo \| Iwata \| Júbilo Iwata \| 0:0 \| Yokohama F. Marinos \| \| 25 de marzo \| Hiroshima \| Sanfrecce Hiroshima \| 1:0 \| Urawa Red Diamonds \| \| 29 de marzo \| Niigata \| Albirex Niigata \| 0:0 \| Júbilo Iwata \| \| 29 de marzo \| Ōita \| Oita Trinita \| 0:0 \| Omiya Ardija \| \| 29 de marzo \| Yokohama \| Yokohama F. Marinos \| 0:1 \| Urawa Red Diamonds \| \| 20 de mayo \| Saitama \| Omiya Ardija \| 1:0 \| Júbilo Iwata \| \| 20 de mayo \| Yokohama \| Yokohama F. Marinos \| 3:1 \| Sanfrecce Hiroshima \| \| 20 de mayo \| Ōita \| Oita Trinita \| 1:1 \| Urawa Red Diamonds \| \| 30 de mayo \| Hiroshima \| Sanfrecce Hiroshima \| 7:0 \| Omiya Ardija \| \| 30 de mayo \| Yokohama \| Yokohama F. Marinos \| 3:3 \| Oita Trinita \| \| 30 de mayo \| Saitama \| Urawa Red Diamonds \| 2:0 \| Albirex Niigata \| \| 3 de junio \| Saitama \| Urawa Red Diamonds \| 1:0 \| Júbilo Iwata \| \| 3 de junio \| Niigata \| Albirex Niigata \| 0:3 \| Yokohama F. Marinos \| \| 3 de junio \| Ōita \| Oita Trinita \| 2:2 \| Sanfrecce Hiroshima \| \| 7 de junio \| Hiroshima \| Sanfrecce Hiroshima \| 5:1 \| Albirex Niigata \| \| 7 de junio \| Saitama \| Omiya Ardija \| 1:3 \| Yokohama F. Marinos \| \| 7 de junio \| Iwata \| Júbilo Iwata \| 2:2 \| Oita Trinita \| \| 13 de junio \| Saitama \| Urawa Red Diamonds \| 6:2 \| Omiya Ardija \| \| 13 de junio \| Niigata \| Albirex Niigata \| 1:2 \| Oita Trinita \| \| 13 de junio \| Kagoshima \| Júbilo Iwata \| 2:1 \| Sanfrecce Hiroshima \| |           |                     |           |                     |
| Fecha | Lugar     | Local               | Resultado | Visitante           |
| 25 de marzo | Saitama   | Omiya Ardija        | 2:1       | Albirex Niigata     |
| 25 de marzo | Iwata     | Júbilo Iwata        | 0:0       | Yokohama F. Marinos |
| 25 de marzo | Hiroshima | Sanfrecce Hiroshima | 1:0       | Urawa Red Diamonds  |
| 29 de marzo | Niigata   | Albirex Niigata     | 0:0       | Júbilo Iwata        |
| 29 de marzo | Ōita      | Oita Trinita        | 0:0       | Omiya Ardija        |
| 29 de marzo | Yokohama  | Yokohama F. Marinos | 0:1       | Urawa Red Diamonds  |
| 20 de mayo | Saitama   | Omiya Ardija        | 1:0       | Júbilo Iwata        |
| 20 de mayo | Yokohama  | Yokohama F. Marinos | 3:1       | Sanfrecce Hiroshima |
| 20 de mayo | Ōita      | Oita Trinita        | 1:1       | Urawa Red Diamonds  |
| 30 de mayo | Hiroshima | Sanfrecce Hiroshima | 7:0       | Omiya Ardija        |
| 30 de mayo | Yokohama  | Yokohama F. Marinos | 3:3       | Oita Trinita        |
| 30 de mayo | Saitama   | Urawa Red Diamonds  | 2:0       | Albirex Niigata     |
| 3 de junio | Saitama   | Urawa Red Diamonds  | 1:0       | Júbilo Iwata        |
| 3 de junio | Niigata   | Albirex Niigata     | 0:3       | Yokohama F. Marinos |
| 3 de junio | Ōita      | Oita Trinita        | 2:2       | Sanfrecce Hiroshima |
| 7 de junio | Hiroshima | Sanfrecce Hiroshima | 5:1       | Albirex Niigata     |
| 7 de junio | Saitama   | Omiya Ardija        | 1:3       | Yokohama F. Marinos |
| 7 de junio | Iwata     | Júbilo Iwata        | 2:2       | Oita Trinita        |
| 13 de junio | Saitama   | Urawa Red Diamonds  | 6:2       | Omiya Ardija        |
| 13 de junio | Niigata   | Albirex Niigata     | 1:2       | Oita Trinita        |
| 13 de junio | Kagoshima | Júbilo Iwata        | 2:1       | Sanfrecce Hiroshima |

### Grupo B
| Equipo            | Pts | PJ | PG | PE | PP | GF | GC | DG |
| ----------------- | --- | -- | -- | -- | -- | -- | -- | -- |
| F.C. Tokyo        | 13  | 6  | 4  | 1  | 1  | 10 | 6  | +4 |
| Shimizu S-Pulse   | 12  | 6  | 4  | 0  | 2  | 9  | 7  | +2 |
| Kashiwa Reysol    | 11  | 6  | 3  | 2  | 1  | 12 | 5  | +7 |
| JEF United Chiba  | 8   | 6  | 2  | 2  | 2  | 6  | 6  | 0  |
| Montedio Yamagata | 7   | 6  | 2  | 1  | 3  | 6  | 7  | -1 |
| Vissel Kobe       | 7   | 6  | 2  | 1  | 3  | 4  | 7  | -3 |
| Kyoto Sanga       | 1   | 6  | 0  | 1  | 5  | 3  | 12 | -9 |

| \| Fecha \| Lugar \| Local \| Resultado \| Visitante \| \| ----------- \| -------- \| ----------------- \| --------- \| ----------------- \| \| 25 de marzo \| Kashiwa \| Kashiwa Reysol \| 3:1 \| F.C. Tokyo \| \| 25 de marzo \| Tendō \| Montedio Yamagata \| 3:1 \| Kyoto Sanga \| \| 25 de marzo \| Kōbe \| Vissel Kobe \| 1:1 \| JEF United Chiba \| \| 29 de marzo \| Shizuoka \| Shimizu S-Pulse \| 2:0 \| Kyoto Sanga \| \| 29 de marzo \| Chōfu \| F.C. Tokyo \| 1:0 \| Vissel Kobe \| \| 29 de marzo \| Chiba \| JEF United Chiba \| 1:1 \| Kashiwa Reysol \| \| 20 de mayo \| Chiba \| JEF United Chiba \| 0:1 \| F.C. Tokyo \| \| 20 de mayo \| Shizuoka \| Shimizu S-Pulse \| 0:1 \| Montedio Yamagata \| \| 20 de mayo \| Kioto \| Kyoto Sanga \| 0:1 \| Vissel Kobe \| \| 30 de mayo \| Tendō \| Montedio Yamagata \| 0:1 \| JEF United Chiba \| \| 30 de mayo \| Kioto \| Kyoto Sanga \| 1:1 \| F.C. Tokyo \| \| 30 de mayo \| Kashiwa \| Kashiwa Reysol \| 1:2 \| Shimizu S-Pulse \| \| 3 de junio \| Kashiwa \| Kashiwa Reysol \| 3:0 \| Vissel Kobe \| \| 3 de junio \| Shizuoka \| Shimizu S-Pulse \| 2:1 \| JEF United Chiba \| \| 3 de junio \| Tokio \| F.C. Tokyo \| 3:1 \| Montedio Yamagata \| \| 7 de junio \| Tendō \| Montedio Yamagata \| 1:1 \| Kashiwa Reysol \| \| 7 de junio \| Kōbe \| Vissel Kobe \| 1:2 \| Shimizu S-Pulse \| \| 7 de junio \| Chiba \| JEF United Chiba \| 2:1 \| Kyoto Sanga \| \| 13 de junio \| Kioto \| Kyoto Sanga \| 0:3 \| Kashiwa Reysol \| \| 13 de junio \| Kōbe \| Vissel Kobe \| 1:0 \| Montedio Yamagata \| \| 13 de junio \| Tokio \| F.C. Tokyo \| 3:1 \| Shimizu S-Pulse \| |          |                   |           |                   |
| Fecha | Lugar    | Local             | Resultado | Visitante         |
| 25 de marzo | Kashiwa  | Kashiwa Reysol    | 3:1       | F.C. Tokyo        |
| 25 de marzo | Tendō    | Montedio Yamagata | 3:1       | Kyoto Sanga       |
| 25 de marzo | Kōbe     | Vissel Kobe       | 1:1       | JEF United Chiba  |
| 29 de marzo | Shizuoka | Shimizu S-Pulse   | 2:0       | Kyoto Sanga       |
| 29 de marzo | Chōfu    | F.C. Tokyo        | 1:0       | Vissel Kobe       |
| 29 de marzo | Chiba    | JEF United Chiba  | 1:1       | Kashiwa Reysol    |
| 20 de mayo | Chiba    | JEF United Chiba  | 0:1       | F.C. Tokyo        |
| 20 de mayo | Shizuoka | Shimizu S-Pulse   | 0:1       | Montedio Yamagata |
| 20 de mayo | Kioto    | Kyoto Sanga       | 0:1       | Vissel Kobe       |
| 30 de mayo | Tendō    | Montedio Yamagata | 0:1       | JEF United Chiba  |
| 30 de mayo | Kioto    | Kyoto Sanga       | 1:1       | F.C. Tokyo        |
| 30 de mayo | Kashiwa  | Kashiwa Reysol    | 1:2       | Shimizu S-Pulse   |
| 3 de junio | Kashiwa  | Kashiwa Reysol    | 3:0       | Vissel Kobe       |
| 3 de junio | Shizuoka | Shimizu S-Pulse   | 2:1       | JEF United Chiba  |
| 3 de junio | Tokio    | F.C. Tokyo        | 3:1       | Montedio Yamagata |
| 7 de junio | Tendō    | Montedio Yamagata | 1:1       | Kashiwa Reysol    |
| 7 de junio | Kōbe     | Vissel Kobe       | 1:2       | Shimizu S-Pulse   |
| 7 de junio | Chiba    | JEF United Chiba  | 2:1       | Kyoto Sanga       |
| 13 de junio | Kioto    | Kyoto Sanga       | 0:3       | Kashiwa Reysol    |
| 13 de junio | Kōbe     | Vissel Kobe       | 1:0       | Montedio Yamagata |
| 13 de junio | Tokio    | F.C. Tokyo        | 3:1       | Shimizu S-Pulse   |

## Fase final

### Cuadro de desarrollo
|  | Cuartos de final         | Cuartos de final | Cuartos de final  |   |                     | Semifinales         | Semifinales         | Semifinales         |  |            | Final          | Final          |  |
|  | 15 y 29 de julio         | 15 y 29 de julio | 15 y 29 de julio  |   |                     | 2 y 6 de septiembre | 2 y 6 de septiembre | 2 y 6 de septiembre |  |            | 3 de noviembre | 3 de noviembre |  |
|  |                          |                  |                   |   |                     |                     |                     |                     |  |            |                |                |  |
|  |                          |                  |                   |   |                     |                     |                     |                     |  |            |                |                |  |
|  | Nagoya Grampus           | 1                | 2                 |   |                     |                     |                     |                     |  |            |                |                |  |
|  | Nagoya Grampus           | 1                | 2                 |   |                     |                     |                     |                     |  |            |                |                |  |
|  | F.C. Tokyo               | 5                | 1                 |   |                     |                     |                     |                     |  |            |                |                |  |
|  | F.C. Tokyo               | 5                | 1                 |   | F.C. Tokyo          | 2                   | 1                   |                     |  |            |                |                |  |
|  |                          |                  |                   |   | F.C. Tokyo          | 2                   | 1                   |                     |  |            |                |                |  |
|  |                          |                  | Shimizu S-Pulse   | 2 | 0                   |                     |                     |                     |  |            |                |                |  |
|  | Shimizu S-Pulse          | 1                | Shimizu S-Pulse   | 2 | 0                   | 3                   |                     |                     |  |            |                |                |  |
|  | Shimizu S-Pulse          | 1                |                   |   |                     |                     |                     |                     |  |            |                |                |  |
|  | Urawa Red Diamonds       | 2                | 0                 |   |                     |                     |                     |                     |  |            |                |                |  |
|  | Urawa Red Diamonds       | 2                | 0                 |   |                     |                     |                     |                     |  | F.C. Tokyo | 2              |                |  |
|  |                          |                  |                   |   |                     |                     |                     |                     |  | F.C. Tokyo | 2              |                |  |
|  |                          |                  | Kawasaki Frontale | 0 |                     |                     |                     |                     |  |            |                |                |  |
|  | Yokohama F. Marinos      | 3                | Kawasaki Frontale | 0 | 1                   |                     |                     |                     |  |            |                |                |  |
|  | Yokohama F. Marinos      | 3                |                   |   |                     |                     |                     |                     |  |            |                |                |  |
|  | Gamba Osaka              | 1                | 2                 |   |                     |                     |                     |                     |  |            |                |                |  |
|  | Gamba Osaka              | 1                | 2                 |   | Yokohama F. Marinos | 0                   | 1                   |                     |  |            |                |                |  |
|  |                          |                  |                   |   | Yokohama F. Marinos | 0                   | 1                   |                     |  |            |                |                |  |
|  |                          |                  | Kawasaki Frontale | 2 | 1                   |                     |                     |                     |  |            |                |                |  |
|  | Kawasaki Frontale (t.s.) | 0                | Kawasaki Frontale | 2 | 1                   | 3                   |                     |                     |  |            |                |                |  |
|  | Kawasaki Frontale (t.s.) | 0                |                   |   |                     |                     |                     |                     |  |            |                |                |  |
|  | Kashima Antlers          | 1                | 0                 |   |                     |                     |                     |                     |  |            |                |                |  |
|  | Kashima Antlers          | 1                | 0                 |   |                     |                     |                     |                     |  |            |                |                |  |
|  |                          |                  |                   |   |                     |                     |                     |                     |  |            |                |                |  |

- En cuartos de final y semifinales, el equipo de arriba es el que ejerció la localía en el partido de vuelta.
- Los horarios de los partidos corresponden al huso horario de Japón: (UTC+9)

### Cuartos de final
| 15 de julio de 2009, 19:30 | F.C. Tokyo                                                            | 5:1 (4:0) | Nagoya Grampus | Estadio Ajinomoto, Chōfu                                       |                                                                |
|                            | Hirayama 3' · Yonemoto 10' · Ishikawa 11' · Nagatomo 26' · 75' (a.g.) | Reporte   | Ogawa 53'      | Asistencia: 12.226 espectadores Árbitro(s): Kazuhiko Matsumura | Asistencia: 12.226 espectadores Árbitro(s): Kazuhiko Matsumura |

| 29 de julio de 2009, 19:00 | Nagoya Grampus         | 2:1 (1:0) | F.C. Tokyo   | Estadio Atlético Mizuho, Nagoya                           |                                                           |
|                            | Maki 33' · Yoshida 65' | Reporte   | Hirayama 85' | Asistencia: 6.463 espectadores Árbitro(s): Jōji Kashihara | Asistencia: 6.463 espectadores Árbitro(s): Jōji Kashihara |

| 15 de julio de 2009, 19:30 | Urawa Red Diamonds        | 2:1 (1:0) | Shimizu S-Pulse | Estadio Saitama 2002, Saitama                          |                                                        |
|                            | Tanaka 24' · Edmílson 60' | Reporte   | Edamura 48'     | Asistencia: 21.271 espectadores Árbitro(s): Ryūji Satō | Asistencia: 21.271 espectadores Árbitro(s): Ryūji Satō |

| 29 de julio de 2009, 19:00 | Shimizu S-Pulse                      | 3:0 (2:0) | Urawa Red Diamonds | Estadio Nihondaira, Shizuoka                            |                                                         |
|                            | 0' (a.g.) · Okazaki 44' · Aoyama 62' | Reporte   |                    | Asistencia: 12.014 espectadores Árbitro(s): Minoru Tōjō | Asistencia: 12.014 espectadores Árbitro(s): Minoru Tōjō |

| 15 de julio de 2009, 19:04 | Gamba Osaka  | 1:3 (0:1) | Yokohama F. Marinos                   | Estadio de la Expo '70 de Osaka, Suita                      |                                                             |
|                            | Nakazawa 49' | Reporte   | Yamase 40' · Sakata 68' · Matsuda 85' | Asistencia: 7.102 espectadores Árbitro(s): Yūichi Nishimura | Asistencia: 7.102 espectadores Árbitro(s): Yūichi Nishimura |

| 29 de julio de 2009, 19:30 | Yokohama F. Marinos | 1:2 (1:1) | Gamba Osaka              | Estadio Mitsuzawa, Yokohama                               |                                                           |
|                            | Hasegawa 23'        | Reporte   | Myōjin 16' · Leandro 74' | Asistencia: 9.133 espectadores Árbitro(s): Masaaki Iemoto | Asistencia: 9.133 espectadores Árbitro(s): Masaaki Iemoto |

| 15 de julio de 2009, 19:00 | Kashima Antlers | 1:0 (0:0) | Kawasaki Frontale | Estadio de Kashima, Kashima                                   |                                                               |
|                            | Ogasawara 83'   | Reporte   |                   | Asistencia: 7.935 espectadores Árbitro(s): Nobutsugu Murakami | Asistencia: 7.935 espectadores Árbitro(s): Nobutsugu Murakami |

| 29 de julio de 2009, 19:00 | Kawasaki Frontale                            | 3:0 (1:0, 0:0) (t. s.) | Kashima Antlers | Estadio Atlético Todoroki, Kawasaki                            |                                                                |
|                            | Juninho 89' · Renatinho 94' · T.S. Jong 102' | Reporte                |                 | Asistencia: 13.581 espectadores Árbitro(s): Hiroyoshi Takayama | Asistencia: 13.581 espectadores Árbitro(s): Hiroyoshi Takayama |

### Semifinales
| 2 de septiembre de 2009, 19:00 | Shimizu S-Pulse           | 2:2 (1:2) | F.C. Tokyo                | Estadio Nihondaira, Shizuoka                               |                                                            |
|                                | Johnsen 34' · Edamura 69' | Reporte   | Yonemoto 33' · Caboré 42' | Asistencia: 10.026 espectadores Árbitro(s): Masaaki Iemoto | Asistencia: 10.026 espectadores Árbitro(s): Masaaki Iemoto |

| 6 de septiembre de 2009, 18:00 | F.C. Tokyo   | 1:0 (1:0) | Shimizu S-Pulse | Estadio Ajinomoto, Chōfu                                       |                                                                |
|                                | Hirayama 16' | Reporte   |                 | Asistencia: 22.181 espectadores Árbitro(s): Toshimitsu Yoshida | Asistencia: 22.181 espectadores Árbitro(s): Toshimitsu Yoshida |

| 2 de septiembre de 2009, 19:00 | Kawasaki Frontale           | 2:0 (1:0) | Yokohama F. Marinos | Estadio Atlético Todoroki, Kawasaki                        |                                                            |
|                                | T.S. Jong 15' · Juninho 57' | Reporte   |                     | Asistencia: 11.850 espectadores Árbitro(s): Jōji Kashihara | Asistencia: 11.850 espectadores Árbitro(s): Jōji Kashihara |

| 6 de septiembre de 2009, 18:00 | Yokohama F. Marinos | 1:1 (0:0) | Kawasaki Frontale | Estadio Internacional, Yokohama                         |                                                         |
|                                | Yamase 68'          | Reporte   | Juninho 89'       | Asistencia: 16.467 espectadores Árbitro(s): Kenji Ōgiya | Asistencia: 16.467 espectadores Árbitro(s): Kenji Ōgiya |

### Final
| 3 de noviembre de 2009, 14:09 | F.C. Tokyo                  | 2:0 (1:0) | Kawasaki Frontale | Estadio Nacional, Tokio                                        |                                                                |
|                               | Yonemoto 22' · Hirayama 59' | Reporte   |                   | Asistencia: 44.308 espectadores Árbitro(s): Nobutsugu Murakami | Asistencia: 44.308 espectadores Árbitro(s): Nobutsugu Murakami |

#### Detalles
| 20         | Guardameta     | Shūichi Gonda   |     |
| 33         | Defensa        | Kenta Mukuhara  |     |
| 4          | Defensa        | Bruno Quadros   |     |
| 6          | Defensa        | Yasuyuki Konno  |     |
| 25         | Defensa        | Yūhei Tokunaga  |     |
| 10         | Centrocampista | Yōhei Kajiyama  |     |
| 28         | Centrocampista | Takuji Yonemoto |     |
| 40         | Centrocampista | Tatsuya Suzuki  | 86' |
| 22         | Centrocampista | Naotake Hanyū   | 74' |
| 24         | Delantero      | Shingo Akamine  | 60' |
| 13         | Delantero      | Sōta Hirayama   |     |
| Entrenador | Entrenador     | Hiroshi Jōfuku  |     |

| 1          | Guardameta     | Eiji Kawashima     |     |
| 19         | Defensa        | Yūsuke Mori        |     |
| 17         | Defensa        | Kosuke Kikuchi     |     |
| 2          | Defensa        | Hiroki Itō         |     |
| 26         | Defensa        | Kazuhiro Murakami  | 70' |
| 29         | Centrocampista | Hiroyuki Taniguchi |     |
| 18         | Centrocampista | Tomonobu Yokoyama  | 84' |
| 14         | Centrocampista | Kengo Nakamura     |     |
| 9          | Delantero      | Jong Tae-Se        |     |
| 10         | Delantero      | Juninho            |     |
| 34         | Delantero      | Renatinho          | 79' |
| Entrenador | Entrenador     | Takashi Sekizuka   |     |

| 5  | Defensa | Yūto Nagatomo    | 60' |
| 15 | Defensa | Daishi Hiramatsu | 74' |
| 3  | Defensa | Hideki Sahara    | 86' |

| 6  | Centrocampista | Yūsuke Tasaka     | 70' |
| 7  | Delantero      | Masaru Kurotsu    | 79' |
| 23 | Delantero      | Kyōhei Noborizato | 84' |

| Anotado | 22' | Takuji Yonemoto | 1-0 |
| Anotado | 59' | Sōta Hirayama   | 2-0 |

| Amonestado | 58' | Takuji Yonemoto |
| Amonestado | 62' | Naotake Hanyū   |

| Amonestado | 24' | Tomonobu Yokoyama |

| Árbitro             | Nobutsugu Murakami |
| Árbitros asistentes | Hiroshi Tezuka     |
| Árbitros asistentes | Yasuhiko Yamazaki  |
| Cuarto árbitro      | Masaki Nabeshima   |

| 20         | Guardameta     | Shūichi Gonda   |     |
| 33         | Defensa        | Kenta Mukuhara  |     |
| 4          | Defensa        | Bruno Quadros   |     |
| 6          | Defensa        | Yasuyuki Konno  |     |
| 25         | Defensa        | Yūhei Tokunaga  |     |
| 10         | Centrocampista | Yōhei Kajiyama  |     |
| 28         | Centrocampista | Takuji Yonemoto |     |
| 40         | Centrocampista | Tatsuya Suzuki  | 86' |
| 22         | Centrocampista | Naotake Hanyū   | 74' |
| 24         | Delantero      | Shingo Akamine  | 60' |
| 13         | Delantero      | Sōta Hirayama   |     |
| Entrenador | Entrenador     | Hiroshi Jōfuku  |     |

| 1          | Guardameta     | Eiji Kawashima     |     |
| 19         | Defensa        | Yūsuke Mori        |     |
| 17         | Defensa        | Kosuke Kikuchi     |     |
| 2          | Defensa        | Hiroki Itō         |     |
| 26         | Defensa        | Kazuhiro Murakami  | 70' |
| 29         | Centrocampista | Hiroyuki Taniguchi |     |
| 18         | Centrocampista | Tomonobu Yokoyama  | 84' |
| 14         | Centrocampista | Kengo Nakamura     |     |
| 9          | Delantero      | Jong Tae-Se        |     |
| 10         | Delantero      | Juninho            |     |
| 34         | Delantero      | Renatinho          | 79' |
| Entrenador | Entrenador     | Takashi Sekizuka   |     |

| 5  | Defensa | Yūto Nagatomo    | 60' |
| 15 | Defensa | Daishi Hiramatsu | 74' |
| 3  | Defensa | Hideki Sahara    | 86' |

| 6  | Centrocampista | Yūsuke Tasaka     | 70' |
| 7  | Delantero      | Masaru Kurotsu    | 79' |
| 23 | Delantero      | Kyōhei Noborizato | 84' |

| Anotado | 22' | Takuji Yonemoto | 1-0 |
| Anotado | 59' | Sōta Hirayama   | 2-0 |

| Amonestado | 58' | Takuji Yonemoto |
| Amonestado | 62' | Naotake Hanyū   |

| Amonestado | 24' | Tomonobu Yokoyama |

| Árbitro             | Nobutsugu Murakami |
| Árbitros asistentes | Hiroshi Tezuka     |
| Árbitros asistentes | Yasuhiko Yamazaki  |
| Cuarto árbitro      | Masaki Nabeshima   |

|                               |
| Bandera de Tokio              |
| Campeón F.C. Tokyo 2.º título |

## Estadísticas

### Goleadores
| Jugador                                   | Club                | Goles | PJ |
| ----------------------------------------- | ------------------- | ----- | -- |
| Caboré                                    | F.C. Tokyo          | 5     | 9  |
| Kōji Yamase                               | Yokohama F. Marinos | 5     | 9  |
| Hisato Satō                               | Sanfrecce Hiroshima | 5     | 5  |
| Sōta Hirayama                             | F.C. Tokyo          | 4     | 9  |
| Kazuma Watanabe                           | Yokohama F. Marinos | 4     | 8  |
| Edmílson                                  | Urawa Red Diamonds  | 3     | 7  |
| Naohiro Ishikawa                          | F.C. Tokyo          | 3     | 8  |
| Takuji Yonemoto                           | F.C. Tokyo          | 3     | 8  |
| Juninho                                   | Kawasaki Frontale   | 3     | 5  |
| Última actualización: 25 de marzo de 2016 |                     |       |    |

### Mejor Jugador
| Jugador         | Club       |
| --------------- | ---------- |
| Takuji Yonemoto | F.C. Tokyo |

### Premio Nuevo Héroe
El Premio Nuevo Héroe es entregado al mejor jugador del torneo menor de 23 años.
| Jugador         | Club       |
| --------------- | ---------- |
| Takuji Yonemoto | F.C. Tokyo |